# Lomana (Burgos)
Lomana es una localidad situada en la provincia de Burgos, comunidad autónoma de Castilla y León (España), comarca de Las Merindades, partido judicial de Villarcayo, ayuntamiento de Valle de Tobalina.

## Geografía
En el valle del Ebro, a 610 m s. n. m., entre la Sierra de Arcena al norte y la Sierra de Pancorbo al sur.; a 31 km de Villarcayo, cabeza de partido, y a 82 de Burgos. Comunicaciones: autobuses , Burgos-Frías y Villarcayo-Miranda de Ebro, con parada a 400 metros.

## Situación administrativa

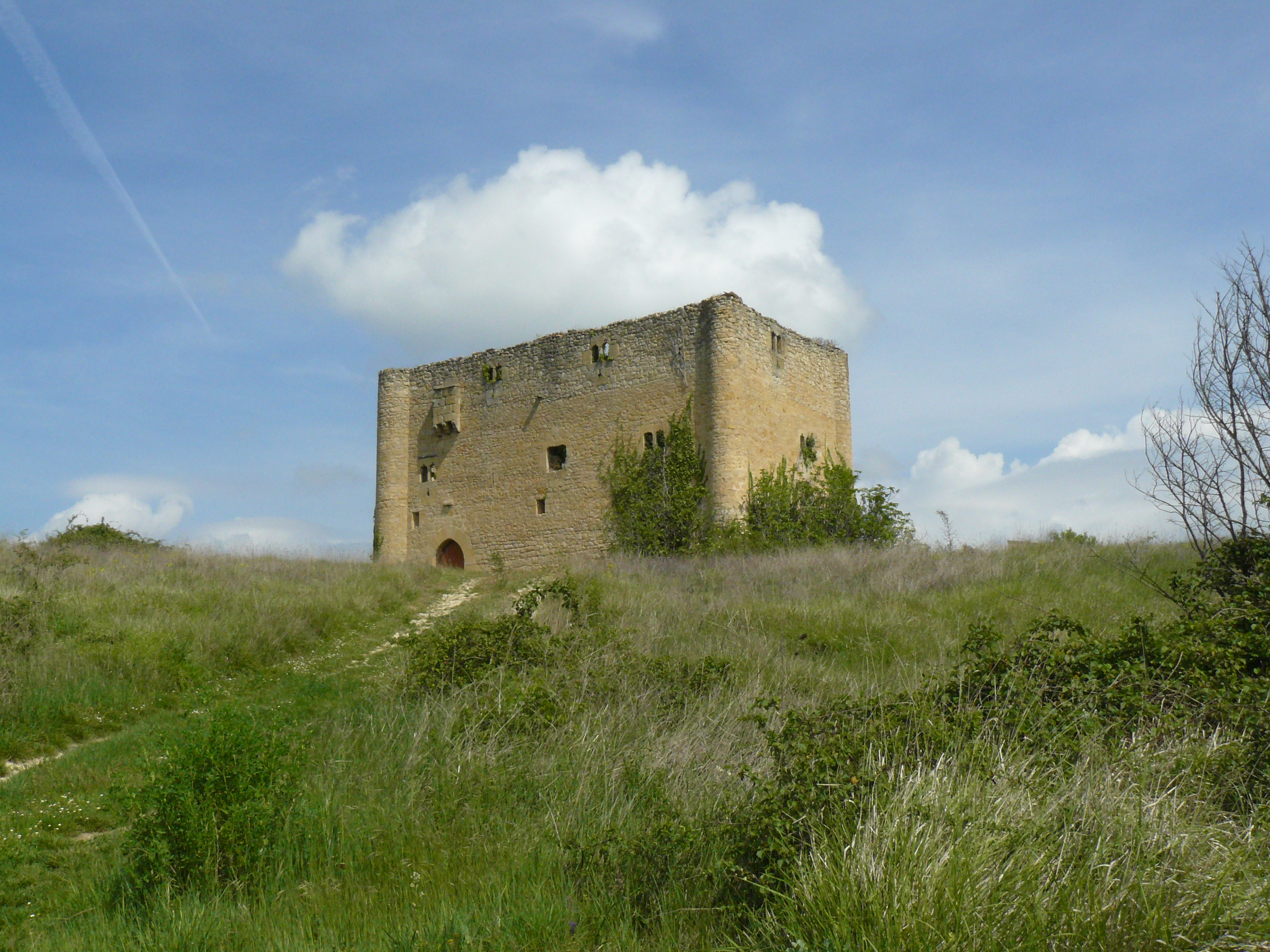
Torre de los Bonifaz, al norte de la localidad.

En las elecciones locales de 2007 correspondientes a esta entidad local menor no se presentó ninguna candidatura.

## Demografía
En el censo de 1950 contaba con 92 habitantes, reducidos a 13 en 2004, 15 en 2007.

## Historia
Villa , en el Valle de Tobalina, en el partido de Castilla la Vieja en Burgos, jurisdicción de señorío, ejercida por el Duque de Frías quien nombraba su alcalde ordinario.
A la caída del Antiguo Régimen queda agregado al ayuntamiento constitucional de Valle de Tobalina , en el Partido de Villarcayo perteneciente a la región de Castilla la Vieja

## Parroquia

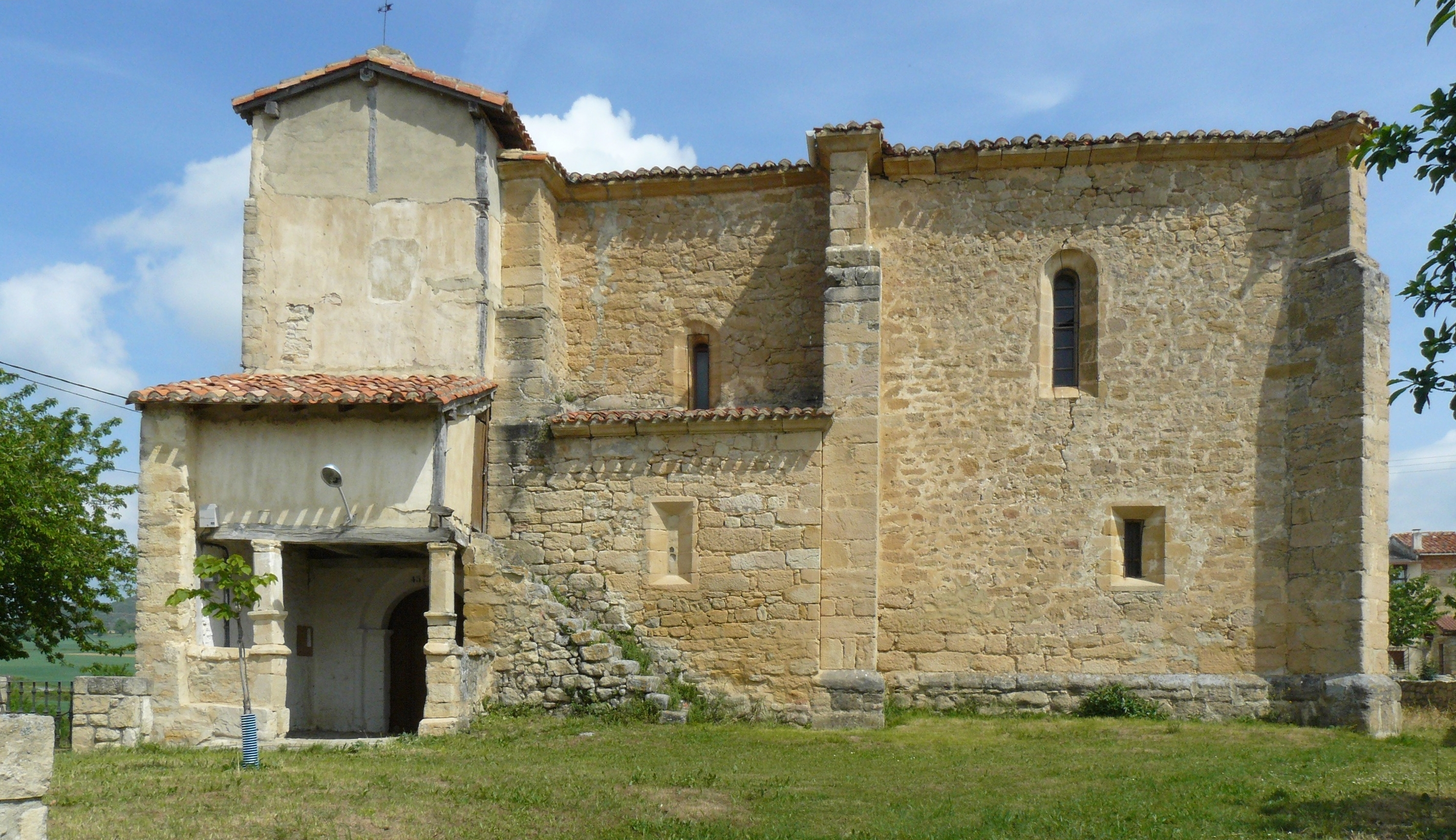
La iglesia vista desde el sur.

Iglesia católica de Santiago Apóstol, dependiente de la parroquia de Trespaderne en el Arciprestazgo de Medina de Pomar, diócesis de Burgos.

## Patrimonio
- Torre de Bonifaz: Fortaleza rectangular con cubos circulares en las esquinas levantada en el siglo XV por Alonso de Bonifaz, descendiente del famoso almirante de Fernando III. Se trata de uno de los mejores exponentes de la arquitectura fortificada que existen en el Valle de Tobalina. Dado su lastimoso estado de conservación, este monumento ha sido incluido en la Lista roja de patrimonio en peligro de la asociación para la defensa del patrimonio Hispania Nostra.